# 撥款法案
撥款法案是一项國會授权政府支出的法案。撥款法案通常是一项为特定开支预留资金的法案。在大多数民主国家，政府花钱必须得到立法机构的批准。
在西敏制中，拨款法案如果在议会投票中被否决，一般政府會辞职或举行大选。撥款法案被否决的一个例子是1975年澳大利亚宪政危机，当时由在野黨控制的澳大利亚参议院拒绝批准一揽子拨款法案，促使澳大利亚总督约翰·克尔解除了澳大利亞總理高夫·惠特蘭的职务，并任命马尔科姆·弗雷泽为看守总理。